# Endefis
Endefis – polski zespół muzyczny wykonujący hip-hop. Powstał w 1997 roku w Warszawie z inicjatywy Bartosza Tomzika i Mieszka „Miexona” Maciejewskiego. W 2004 roku dołączył do zespołu Jakub „1z2” Walczewski.

## Działalność artystyczna
Pierwszy, oficjalnie wydany utwór zespołu pt. „Zastanów się” powstał pod koniec 1999 roku, a wydany został na składance pt. Wkurwione bity DJ-a 600V.
Pierwszy album grupy ukazał się w 2003 roku, O tym, co widzisz na oczy. Wydała go wytwórnia Promil. Wydawnictwo dotarło do 14. miejsca zestawienia polskiej listy sprzedaży OLiS. W 2004 roku dołączył do zespołu Jakub Walczewski pseudonim „1z2”.
Drugi album zespołu pt. Być albo nie być wydany został w 2005 roku nakładem wytwórni UMC Records. Promował go singiel pt. „Nie chcę być sam”', który dotarł do 30. miejsca Szczecińskiej Listy Przebojów Polskiego Radia.
30 stycznia 2012 roku ukazał się trzeci album studyjny formacji pt. Taki będę. Gościnnie w nagraniach wzięli udział m.in. Piotr Cugowski, Bartek Królik, Tomson oraz Ekonom – członek zespołu Fenomen. Płyta dotarł do 41. miejsca polskiej listy sprzedaży OLiS.

## Dyskografia
Albumy
| Rok  | Tytuł                     | Dane dot. albumu                                | Pozycja na liście | Sprzedaż         |
| Rok  | Tytuł                     | Dane dot. albumu                                | POL               | Sprzedaż         |
| ---- | ------------------------- | ----------------------------------------------- | ----------------- | ---------------- |
| 2003 | O tym, co widzisz na oczy | - Data: 18 lipca 2003 - Wydawca: Promil         | 14                | - POL: 3,5 tys.+ |
| 2005 | Być albo nie być          | - Data: 30 stycznia 2005 - Wydawca: UMC Records | 42                |                  |
| 2012 | Taki będę                 | - Data: 30 stycznia 2012 - Wydawca: Prosto      | 41                |                  |

Notowane utwory
| Rok  | Tytuł                               | Pozycja na liście | Album            |
| Rok  | Tytuł                               | SLiP              | Album            |
| ---- | ----------------------------------- | ----------------- | ---------------- |
| 2005 | „Nas nie uda ci się złamać”         | 22                | Być albo nie być |
| 2005 | „Nie chcę być sam” (oraz Dwie Asie) | 30                | Być albo nie być |

Inne
| Rok  | Utwór                                               | Album                                                        | Źródło |
| ---- | --------------------------------------------------- | ------------------------------------------------------------ | ------ |
| 2000 | „Pamięć”                                            | To my, rugbiści (ścieżka dźwiękowa)                          | [ 10 ] |
| 2001 | „Bez kompromisu” „Miejski styl życia”               | Projekt postawa – co od dzisiaj jest istotne... (kompilacja) | [ 11 ] |
| 2001 | „Yelonky” (gościnnie: Endefis, Sztyku)              | Efekt – Fenomen                                              | [ 12 ] |
| 2001 | „Patrzę na stolicę”                                 | Szkoła życia (kompilacja)                                    | [ 13 ] |
| 2001 | „Co przeżyliśmy” (gościnnie: Endefis)               | V6 – DJ 600V                                                 | [ 14 ] |
| 2001 | „Zastanów się” (gościnnie: Endefis)                 | Wkurwione bity – DJ 600V                                     | [ 15 ] |
| 2002 | „Złe wiadomości” (gościnnie: Endefis)               | Boisz się alarmów... (Peiha solo album cz. I) – Pih          | [ 16 ] |
| 2003 | „Tu się urodziłeś” (gościnnie: Endefis)             | O nas dla was – Chada i Pih                                  | [ 17 ] |
| 2004 | „Chwile zwątpienia” (gościnnie: Endefis)            | Nic co ludzkie – 1z2                                         | [ 18 ] |
| 2004 | „Ogarnij się” (gościnnie: Endefis, Franek)          | Do 3 razy sztuka – V.E.T.O.                                  | [ 19 ] |
| 2008 | „Powiedz” (gościnnie: Ekonom, Endefis)              | Progres – 1z2                                                | [ 20 ] |
| 2010 | „Wolność”                                           | Prosto Mixtape 600V (kompilacja)                             | [ 21 ] |
| 2012 | „To nie cyrk”                                       | Drużyna mistrzów (kompilacja)                                | [ 22 ] |
| 2012 | „Oddajcie dzieciakom pasję” (oraz Ekonom)           | Prosto Mixtape Kebs (kompilacja)                             | [ 23 ] |
| 2012 | „Ogarnij się (2000)” (gościnnie: V.E.T.O., Endefis) | Dalej – Franek                                               | [ 24 ] |

## Teledyski
| Rok  | Tytuł                                                | Reżyseria/Realizacja      | Album                     | Źródło |
| ---- | ---------------------------------------------------- | ------------------------- | ------------------------- | ------ |
| 2003 | „Czas wziąć sprawy w swoje ręce” (gościnnie: Jotuze) | –                         | O tym, co widzisz na oczy | [ 25 ] |
| 2005 | „Nas nie uda ci się złamać”                          | –                         | Być albo nie być          | [ 26 ] |
| 2005 | „Nie chcę być sam” (gościnnie: Dwie Asie)            | –                         | Być albo nie być          | [ 27 ] |
| 2012 | „Taki będę” (gościnnie: Piotr Cugowski)              | Lukasz Riedel             | Taki będę                 | [ 28 ] |
| 2012 | „Nigdy ci tego nie mówiłem” (gościnnie: Ekonom)      | Flash Forward Productions | Taki będę                 | [ 29 ] |

## Nagrody i wyróżnienia
| Rok  | Kategoria                        | Nagroda      | Uwagi     |
| ---- | -------------------------------- | ------------ | --------- |
| 2005 | Album hip hop (Być albo nie być) | Superjedynki | Nominacja |